# 神戸駅前JUSTスクエア
神戸駅前JUSTスクエア（こうべえきまえじゃすとスクエア）は、兵庫県神戸市中央区東川崎町1丁目1番1号（神戸ハーバーランド内）にある複合ビル。高さは54.5m、地上12階建、地下1階、延床面積は約13,500㎡。設計者は神戸駅前プロジェクト設計共同企業体（NTTファシリティーズ、鴻池組、東急設計コンサルタント）、施工者は鴻池組。2019年1月に着工し、2020年12月24日に竣工した。
神戸駅前JUSTスクエアは、NTT都市開発が主導した再開発計画である。建築敷地はNTT西日本の保有地であり、ABCハウジングの住宅展示場跡地だった。建物に神戸ホテルジュラクとサンテレビジョンの本社が入居している。なお、「JUST」とは入居する聚楽（JUraku）とサンテレビ（Sun-Tv）の複合略称である。

## サンテレビジョン
サンテレビジョンの本社は当ビルの1 - 4階に入居している。サンテレビは2021年6月14日に本社機能を神戸国際交流会館から当ビルに移転し、同日の午前6時33分に新社屋から放送を開始した。

## 神戸ホテルジュラク
株式会社聚楽が所有するホテルで、1階及び5 - 12階に入居している。2021年4月3日にオープンし、聚楽が西日本に初めて開店したホテルである。客室数は全部で256室。

## 交通アクセス
- JR 神戸駅、地下鉄海岸線 ハーバーランド駅 徒歩3分。神戸高速鉄道 高速神戸駅 徒歩5分。